# Miriam Hopkins
Ellen Miriam Hopkins (* 18. Oktober 1902 in Savannah, Georgia; † 9. Oktober 1972 in New York City, New York) war eine US-amerikanische Schauspielerin. In den 1930er Jahren hatte sie mit Filmen wie Ärger im Paradies, Dr. Jekyll und Mr. Hyde, The Story of Temple Drake und Jahrmarkt der Eitelkeiten ihre größten Erfolge.

## Leben und Karriere
Geboren in Georgia studierte sie am Goddard College in Barr, Vermont, und an der Syracuse University. Mit 20 Jahren wurde sie chorus girl in New York. Sie spielte regelmäßig in Tourneetheatern und lernte dort George Cukor kennen.
Im Jahr 1930 schloss sie einen Vertrag mit Paramount und debütierte in Fast and Loose. Hopkins wurde bekannt durch ihre Rollen in Der lächelnde Leutnant unter der Regie von Ernst Lubitsch und in Dr. Jekyll und Mr. Hyde. Lubitsch setzte sie erneut ein in Ärger im Paradies, in dem sie zu Lasten von Kay Francis die besten Dialogzeilen hatte und in Serenade zu dritt, in der er Hopkins neben Fredric March und Gary Cooper in einer ménage à trois einsetzte. Ungleich kontroverser war ihr Auftritt in der Verfilmung des Romans von William Faulkner Die Freistatt unter dem Titel The Story of Temple Drake: Der Film löste wegen der Darstellung einer Vergewaltigung einen heftigen Streit mit den Zensurbehörden aus. Ihre Leistung in Jahrmarkt der Eitelkeiten, dessen Handlung sich in Grundzügen an dem Roman Jahrmarkt der Eitelkeit orientiert, brachte der Schauspielerin auf der Oscarverleihung 1936 ihre einzige Nominierung als beste Hauptdarstellerin ein. Der Film war der erste abendfüllende Streifen in Technicolor nach zuvor ausschließlich Kurzfilmen, Regie führte Rouben Mamoulian.
Mitte des Jahrzehnts war Hopkins als Darstellerin dramatischer Rollen bekannt. Sie wechselte von Paramount zu Samuel Goldwyn, der sie in vier Filmen neben Joel McCrea einsetzte. Im Jahr 1936 wirkten Hopkins und McCrea neben Merle Oberon in Infame Lügen mit, der Verfilmung von Lillian Hellmans The Children's Hour. Regie führte William Wyler, der sich gut mit Hopkins verstand und noch mehrmals mit ihr arbeiten sollte. 1939 wechselte sie zu Warner Brothers und drehte zwei Filme an der Seite von Bette Davis: Die alte Jungfer aus dem Jahr 1939  und In Freundschaft verbunden aus dem Jahr 1943. Auch außerhalb von Hollywood-Kreisen war bekannt, dass die beiden Schauspielerinnen nicht gut miteinander auskamen, und Davis bezeichnete Hopkins damals als „the most thoroughgoing bitch I ever worked with“ (das größte Miststück, mit dem ich jemals gearbeitet habe). Ähnlicher Meinung waren auch Kollegen wie Paul Muni, Edward G. Robinson und Gary Cooper, da Hopkins oft zu spät ans Filmset kam und nur aus bestimmten Kamerawinkeln gefilmt werden wollte. Hopkins bekam ihre Rolle in In Freundschaft verbunden, nachdem Norma Shearer, die sich kurz zuvor von der Leinwand verabschiedet hatte, das Angebot von Jack Warner abgelehnt hatte, die zweite Geige neben Bette Davis zu spielen.
Hopkins’ Karriere verlor danach an Fahrt und sie zog sich nach In Freundschaft verbunden einige Jahre aus Hollywood zurück. Ende der 1940er Jahre kehrte sie als Charakterdarstellerin in Nebenrollen auf die Leinwand zurück. So spielte sie 1949 in der William-Wyler-Produktion Die Erbin nach dem Roman von Henry James die Tante von Olivia de Havillands Hauptfigur. Drei Jahre später folgte mit Carrie, der Verfilmung des Romans von Theodore Dreiser, an der Seite von Laurence Olivier und Jennifer Jones eine erneute Zusammenarbeit mit Wyler. Daneben stand sie ab den späten 1940er Jahren häufiger für Fernsehproduktionen vor der Kamera. 1963 trat sie in William Wylers Infam auf, seiner zweiten Verfilmung von The Children’s Hour, dieses Mal allerdings nicht mehr als Hauptdarstellerin, sondern in der Nebenrolle einer eitlen ehemaligen Schauspielerin. 1964 war sie in der in Deutschland gedrehten Erotikkomödie Fanny Hill von Kultregisseur Russ Meyer zu sehen, 1966 wurde sie neben Robert Redford in Ein Mann wird gejagt von Arthur Penn eingesetzt. Ihre letzte Rolle spielte sie 1970 in dem an Was geschah wirklich mit Baby Jane? erinnernden B-Horrorfilm Savage Intruder als ehemaliger Filmstar, der auf ein Comeback hofft.

## Auszeichnungen
Miriam Hopkins war 1936 für Jahrmarkt der Eitelkeiten in der Kategorie Beste Hauptdarstellerin für den Oscar nominiert. Ihr Auftritt in Die Erbin wurde mit einer Nominierung als beste Nebendarstellerin für den Golden Globe Award bedacht. 1960 wurde sie mit zwei Sternen auf dem Hollywood Walk of Fame in den Kategorien Film und Fernsehen ausgezeichnet.

## Privatleben
Die meisten seriösen Quellen sagen Hopkins ein relativ turbulentes Privatleben nach. Ihr wurden zahlreiche Affären mit männlichen Hollywoodstars untergeschoben. Immer wieder gab es auch Gerüchte über lesbische Neigungen. Sie war insgesamt viermal verheiratet: Von 1926 bis 1927 mit Brandon Peters, von 1928 bis 1931 mit Austin Parker, von 1937 bis 1939 mit Regisseur Anatole Litvak und von 1945 bis 1951 mit Raymond B. Brock. Sie hatte einen 1932 geborenen Adoptivsohn. Hopkins verstarb neun Tage vor ihrem 70. Geburtstag an einem Herzinfarkt.
Der Schriftsteller John O’Hara beschrieb Hopkins als kluge Person, die häufig wichtige Intellektuelle zu Dinnerpartys bei sich eingeladen habe, und deren Werke auch tatsächlich gelesen und verstanden habe.
In dem Essay Geschichte der Ewigkeit (Historia de la eternidad, 1936) erweist Jorge Luis Borges ihr seine Reverenz: „Miriam Hopkins besteht aus Miriam Hopkins, nicht aus den Aufbauprinzipien nitrogener oder mineralischer Art, den Kohlehydraten, Alkaloiden und Fettsäuren, welche die vergängliche Substanz dieses zarten Silberschattens oder dieser intelligiblen Wesenheit aus Hollywood sind.“

## Filmografie
- 1928: The Home Girl (Kurzfilm)
- 1930: Fast and Loose
- 1931: Der lächelnde Leutnant (The Smiling Lieutenant)
- 1931: Verhängnis eines Tages (24 Hours)
- 1931: Dr. Jekyll und Mr. Hyde (Dr. Jekyll and Mr. Hyde)
- 1932: Two Kinds of Women
- 1932: Dancers in the Dark
- 1932: The World and the Flesh
- 1932: Ärger im Paradies (Trouble in Paradise)
- 1933: The Story of Temple Drake
- 1933: Rückkehr aus der Fremde (The Stranger’s Return)
- 1933: Serenade zu dritt (Design for Living)
- 1934: All of Me
- 1934: She Loves Me Not
- 1934: The Richest Girl in the World
- 1935: Jahrmarkt der Eitelkeiten (Becky Sharp)
- 1935: San Francisco im Goldfieber (Barbary Coast)
- 1935: Splendor
- 1936: Infame Lügen (These Three)
- 1936: Männer sind keine Götter (Men Are Not Gods)
- 1937: The Woman I Love
- 1937: Virginia auf Männerfang (Woman Chases Man)
- 1937: Wise Girl
- 1939: Die alte Jungfer (The Old Maid)
- 1940: Goldschmuggel nach Virginia (Virginia City)
- 1940: Lady with Red Hair
- 1942: A Gentleman After Dark
- 1943: In Freundschaft verbunden (Old Acquaintance)
- 1949: Die Erbin (The Heiress)
- 1949: The Chevrolet Tele-Theatre (Fernsehserie, 1 Folge)
- 1951: Pulitzer Prize Playhouse (Fernsehserie, 1 Folge)
- 1951: SOS – Zwei Schwiegermütter (The Mating Season)
- 1951: Betty Crocker Star Matinee (Fernsehserie, 1 Folge)
- 1951–1955: Lux Video Theatre (Fernsehserie, 5 Folgen)
- 1952: Die Frau des Banditen (The Outcasts of Poker Flat)
- 1952: Carrie
- 1952: Curtain Call (Fernsehserie, 1  Folge)
- 1953: The Philip Morris Playhouse (Fernsehserie, 1 Folge)
- 1954: The Whistler (Fernsehserie, 2 Folgen)
- 1954/1962: General Electric Theater (Fernsehserie, 2 Folgen)
- 1955: Meet Mr. McNutley (Fernsehserie, 1 Folge)
- 1955: Westinghouse Studio One (Fernsehserie, 1 Folge)
- 1957: Climax! (Fernsehserie, 1 Folge)
- 1957: Matinee Theater (Fernsehserie, 1 Folge)
- 1961: The Play of the Week (Fernsehserie, 1 Folge)
- 1961: The Investigators (Fernsehserie, 1 Folge)
- 1961: Infam (The Children’s Hour)
- 1963: Route 66 (Fernsehserie, 1 Folge)
- 1964: The Outer Limits (Fernsehserie, 1 Folge)
- 1964: Fanny Hill
- 1966: Ein Mann wird gejagt (The Chase)
- 1969: The Flying Nun (Fernsehserie, 1 Folge)
- 1970: Savage Intruder